# Heinrich von Littrow
Heinrich Littrow, seit 1836 Edler von Littrow (* 26. Januar 1820 in Wien; † 25. April 1895 in Abbazia, heute Opatija, Kroatien) war ein österreichischer Kartograph und Schriftsteller.

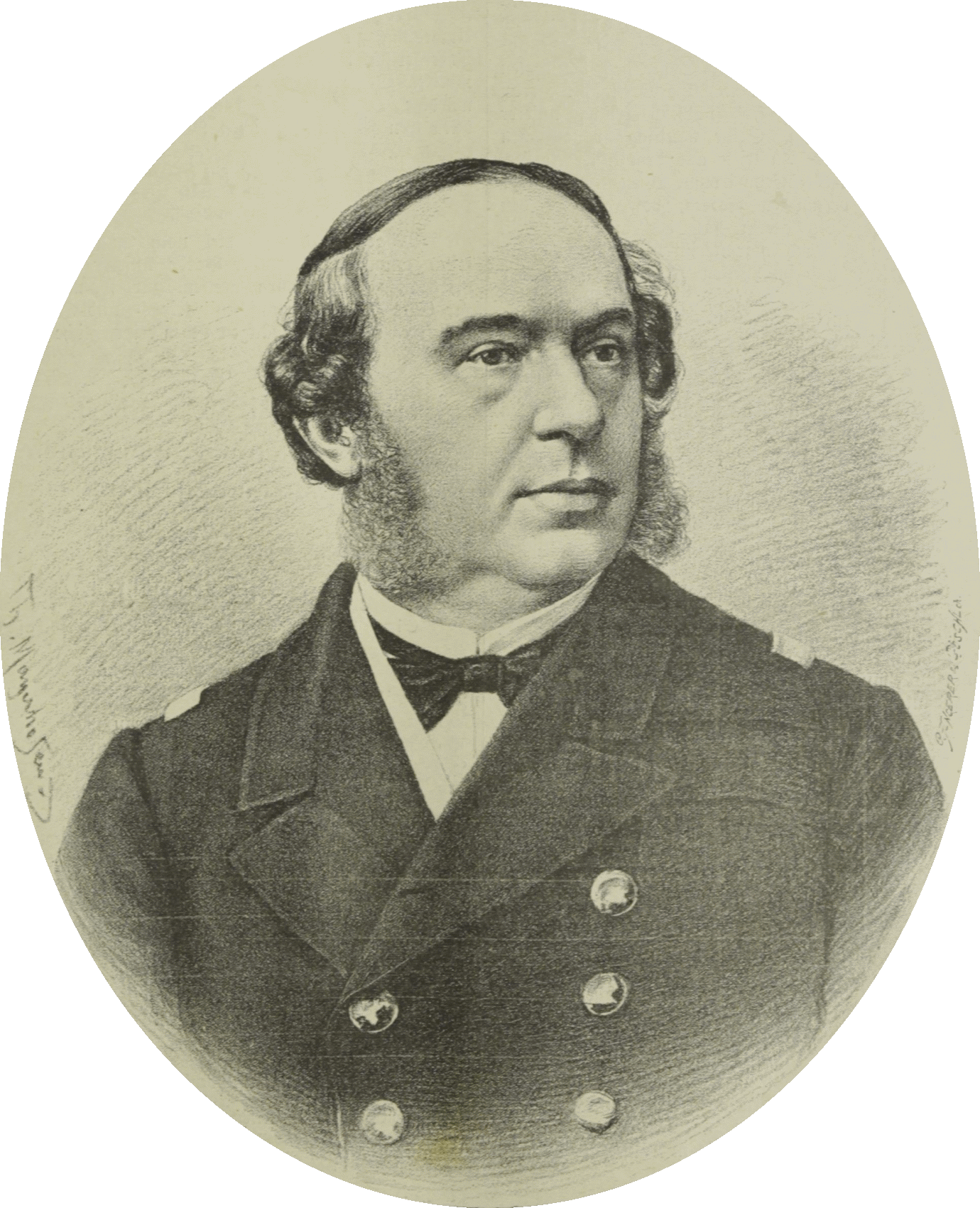
Heinrich von Littrow von Theodor Mayerhofer (Wiener Salonblatt, 1887)

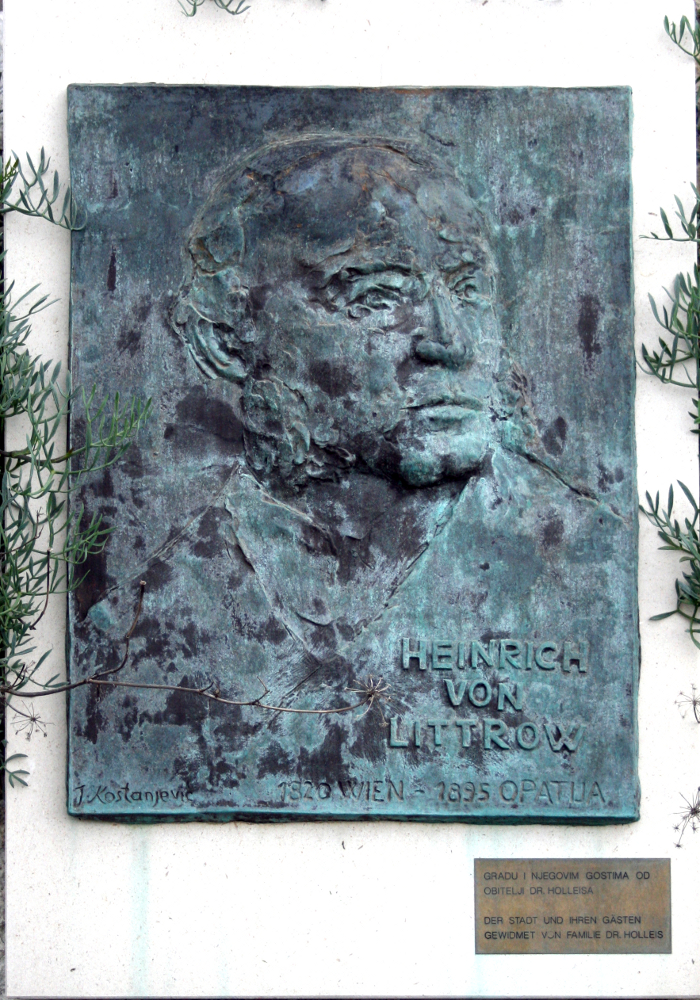
Heinrich von Littrow.
Relief von Tatjana Kostanjević

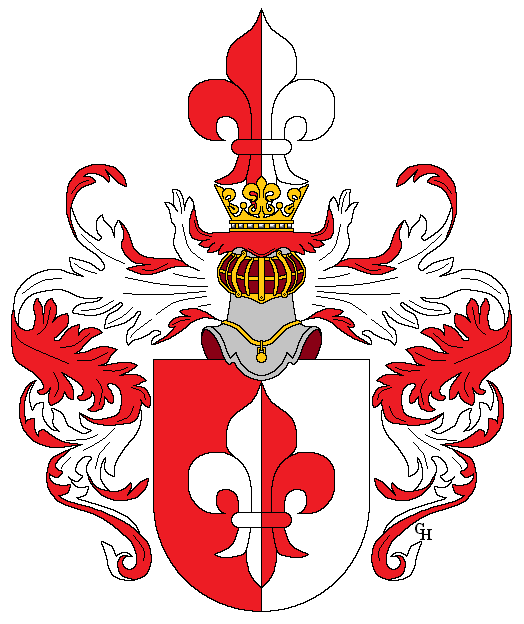
Familienwappen der Edlen von Littrow, verliehen 1836 an Joseph Johann Littrow.

## Leben
Heinrich von Littrow war ein Sohn des 1836 geadelten Astronomen Joseph Johann von Littrow und dessen Ehefrau Karoline von Ulrichsthal. Unter seinen zwölf Brüdern ist der spätere Astronom Karl Ludwig von Littrow hervorzuheben. Nach Erreichen der Matura (Abitur) kam von Littrow als Kadett an die Marineakademie Fiume. Neben der theoretischen Ausbildung leistete er auch auf verschiedenen k.k.-Kriegsschiffen Dienst.
1840 beendete er dort als Jahrgangsbester seine Ausbildung und deshalb wurde er zu weiteren Studien – „höhere Astronomie“ – an die Universitätssternwarte Wien geschickt. Dort war er einige Zeit Schüler seines Vaters und nach dessen unerwartetem Tod 1841 auch Schüler seines Bruders Karl Ludwig.
1845 berief man von Littrow als Prof. für Stilistik und als Supplent (Hilfslehrer) für Mathematik und Nautik an die Akademie nach Fiume. Dort befreundete er sich bald schon mit seinem Kollegen, dem Schriftsteller Heinrich Wilhelm Stieglitz. Die politischen Ereignisse führten zur Versetzung von Littrows nach Triest und er war auch als Offizier an der Blockade-Escadre von Venedig beteiligt. Letzteres erfolgreich, da er nach der Einnahme Venedigs mit dem Militär-Verdienstorden ausgezeichnet wurde.
Ab 1850 leistete von Littrow wichtige Vorarbeiten zur Verbesserung der österreichischen Marine. Ab 1852 führte er z. B. die Farbenplastik bei Seekarten ein, die bald zum allgemein üblichen Standard wurden und zusammen mit Admiral Baron Bernhard von Wüllerstorf-Urbair arbeitete er an der Reorganisation der Marine. Mit seinem Kollegen Gustav Stelczyk schuf Littrow ein richtungsweisendes Relief des Adriatischen Meeres. Quasi nebenbei entwickelte von Littrow eine kostengünstige Methode den zerstörten Hafen von Pesaro (Marken) zu reparieren und wieder in Betrieb zu nehmen. Dafür wurde er zum „Patrizier“ von Pesaro ernannt und Papst Pius IX. verlieh ihm den päpstlichen Silvesterorden.
1857 wurde von Littrow zum Fregattenkapitän befördert und in Triest stationiert. Neben seinen dienstlichen Aufgaben engagierte er sich auch kulturell. Neben seinen regelmäßigen populärwissenschaftlichen Vorträgen war er auch maßgeblich an der Gründung eines Schiller-Vereins in Triest beteiligt. Mit seinen vielfältigen Aktivitäten bildete dieser Verein viele Jahre einen gesellschaftlichen Mittelpunkt der Stadt.
Littrow war mit dem Komponisten Franz von Suppè befreundet. Der Text zur populären Arie Hab ich nur deine Liebe, die Treue brauch ich nicht in dessen Operette Bocaccio aus dem Jahr 1879 stammt nicht von den Librettisten Friedrich Zell und Richard Genée, sondern von Littrow. Er hatte das kurze Gedicht bereits 1857 unter dem Titel Liebe und Treue in seinem Gedichtband Aus der See veröffentlicht.
Als Kapitän wurde von Littrow von Freiherr Karl Ludwig von Bruck für den Österreichischen Lloyd engagiert. Einige Jahre fuhr Littrow für diesen im adriatischen Linienverkehr, bis man ihn mit der Leitung der nautischen Akademie in Triest beauftragte.
Heinrich von Littrow starb am 25. April 1895 im Alter von 75 Jahren in Abbazia.

## Werke
Sachbücher
- Aus dem Seeleben, 1892
- Die Marine, 1848
- Die Semmeringfahrt, 1883
- Deutsches Marine-Wörterbuch
- Handbuch der Seemannschaft. Verlag Gerold, Wien 1859.

Belletristik
- Seemöven. Gedichte 1857
- Von Wien nach Triest, 1863
- Der Kuss. Lustspiel
- Eine gute Lehre. Lustspiel
- Xanthippe. Lustspiel